# Comerica Park
Comerica Park is het honkbalstadion van de Detroit Tigers uitkomend in de Major League Baseball.
Comerica Park opende zijn deuren op 11 april 2000. Het stadion staat in de stad Detroit in de staat Michigan.
De jaarlijkse Major League Baseball All-Star Game werd in 2005 in het stadion gehouden.

## Feiten
- Geopend: 11 april 2000
- Ondergrond: Poa Pratensis (Kentucky Bluegrass)
- Constructiekosten: 300 miljoen US $
- Architect(en): Populous (voorheen HOK Sport) / SHG Inc. / Rockwell Group
- Bouwer: Bliss & Nyitray Inc.
- Capaciteit: 41.299 (2017)
- Adres: Comerica Park, 2100 Woodward Avenue, Detroit, MI 48201 (U.S.A.)

## Veldafmetingen honkbal
- Left Field: 345 feet (105,2 meter)
- Left Center: 370 feet (112,8 meter)
- Center Field: 420 feet (128 meter)
- Right Center: 365 feet (111,3 meter)
- Right Field: 330 feet (100,6 meter)